# 琴弾山
琴弾山（ことひきやま）は、香川県観音寺市に座する標高約70mの山。なお、三等三角点「琴弾山」は神社のある山頂とは南西方向の別の峰である天狗山にあり標高58.3mである。

## 地理
一帯には1897年（明治30年）12月1日に琴弾公園が設置され、1956年（昭和31年）5月1日に瀬戸内海国立公園の指定区域となっている。
山頂には琴弾八幡宮があり、山麓には四国八十八箇所第68番札所である神恵院、第69番観音寺がある。
また、寛永通宝を描いた銭形砂絵を臨む象ヶ鼻岩展望台が山頂近くにあり、そこまで一方通行のドライブウェイで行け、4台（うち障害者用が2台）の駐車場が、一段下に12台の駐車場がある。四国八十八景68番に展望台から望む銭形砂絵が選ばれた。

## ギャラリー

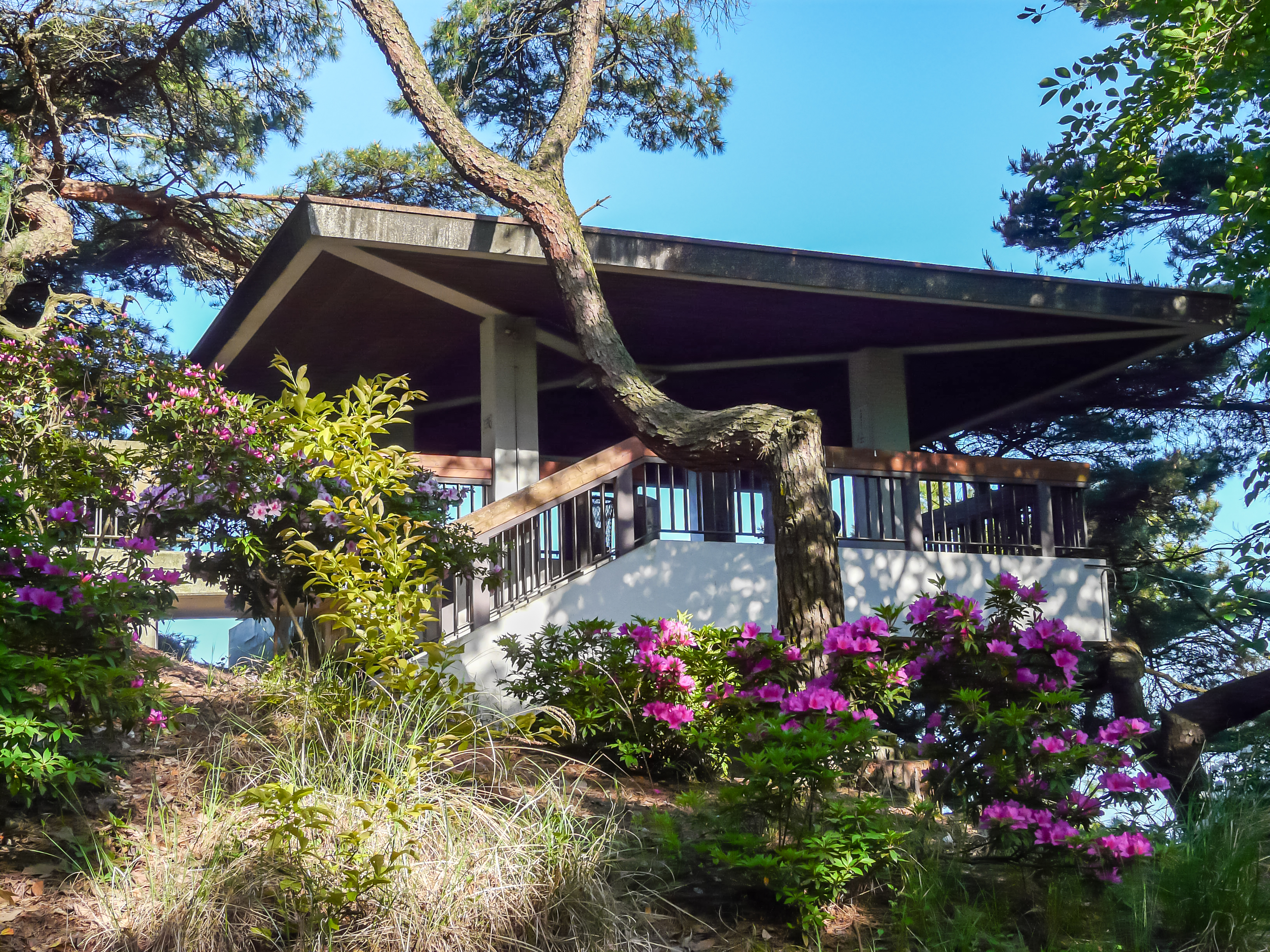
展望台
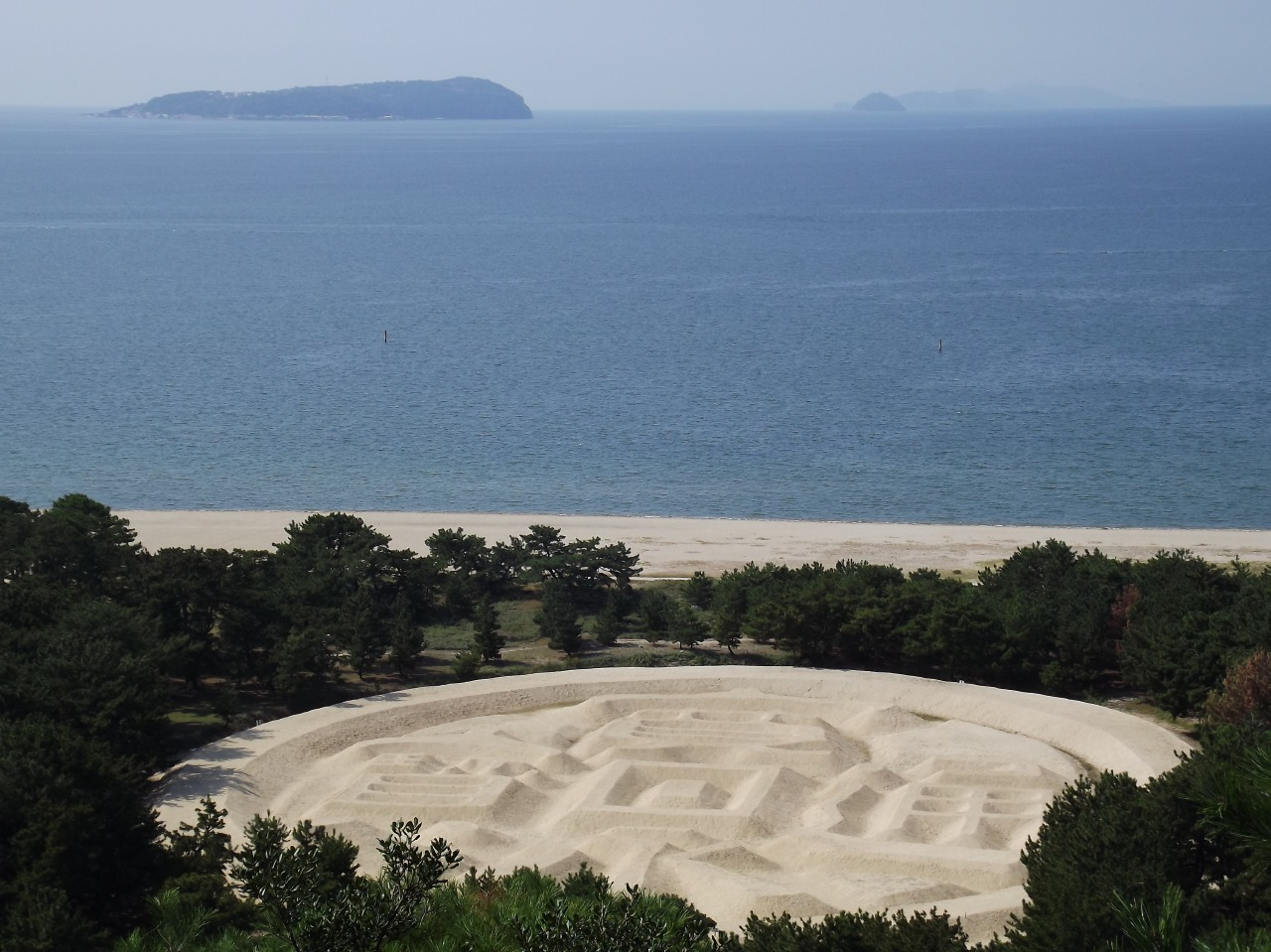
砂絵「寛永通宝」
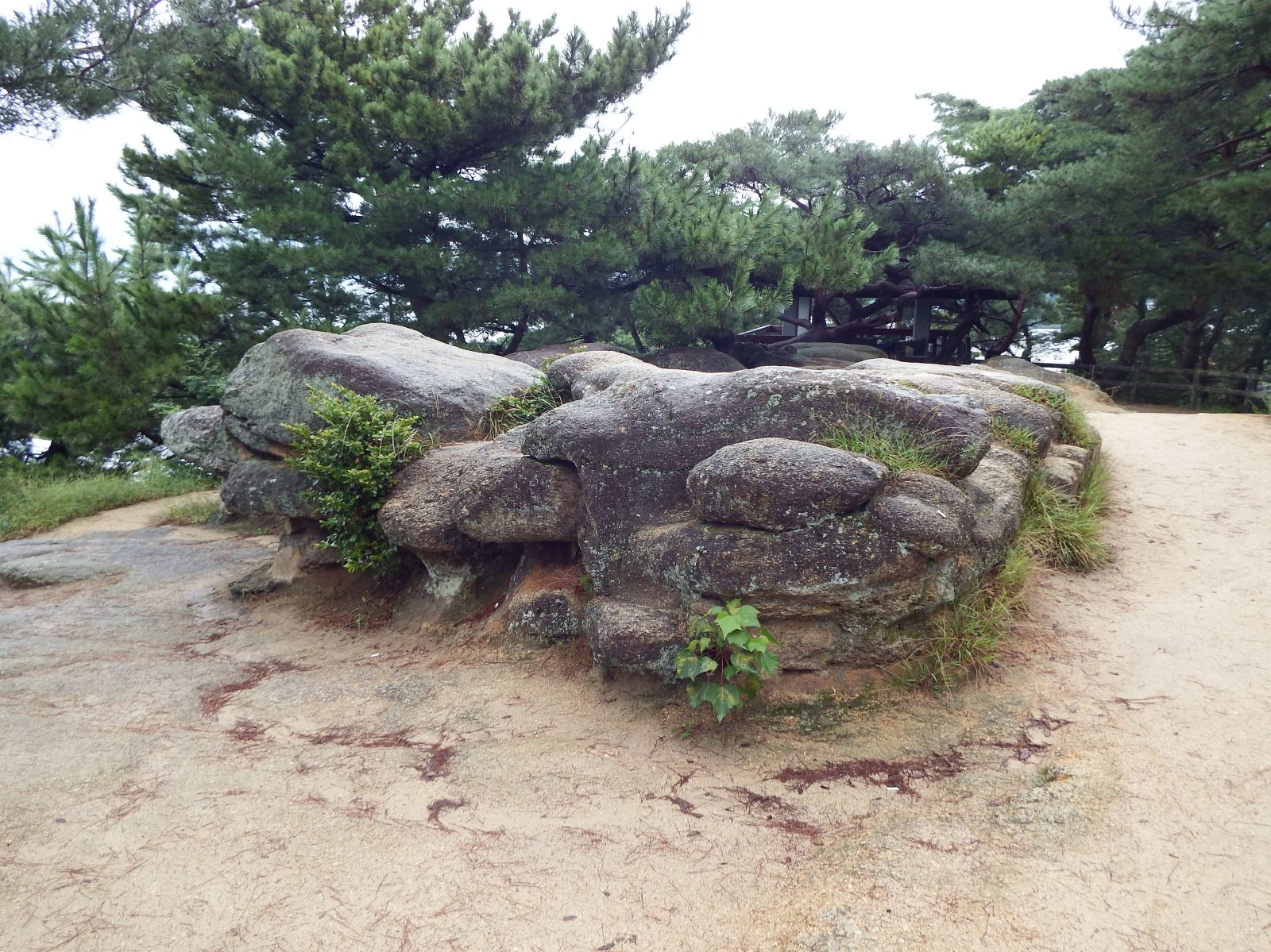
象ヶ鼻岩
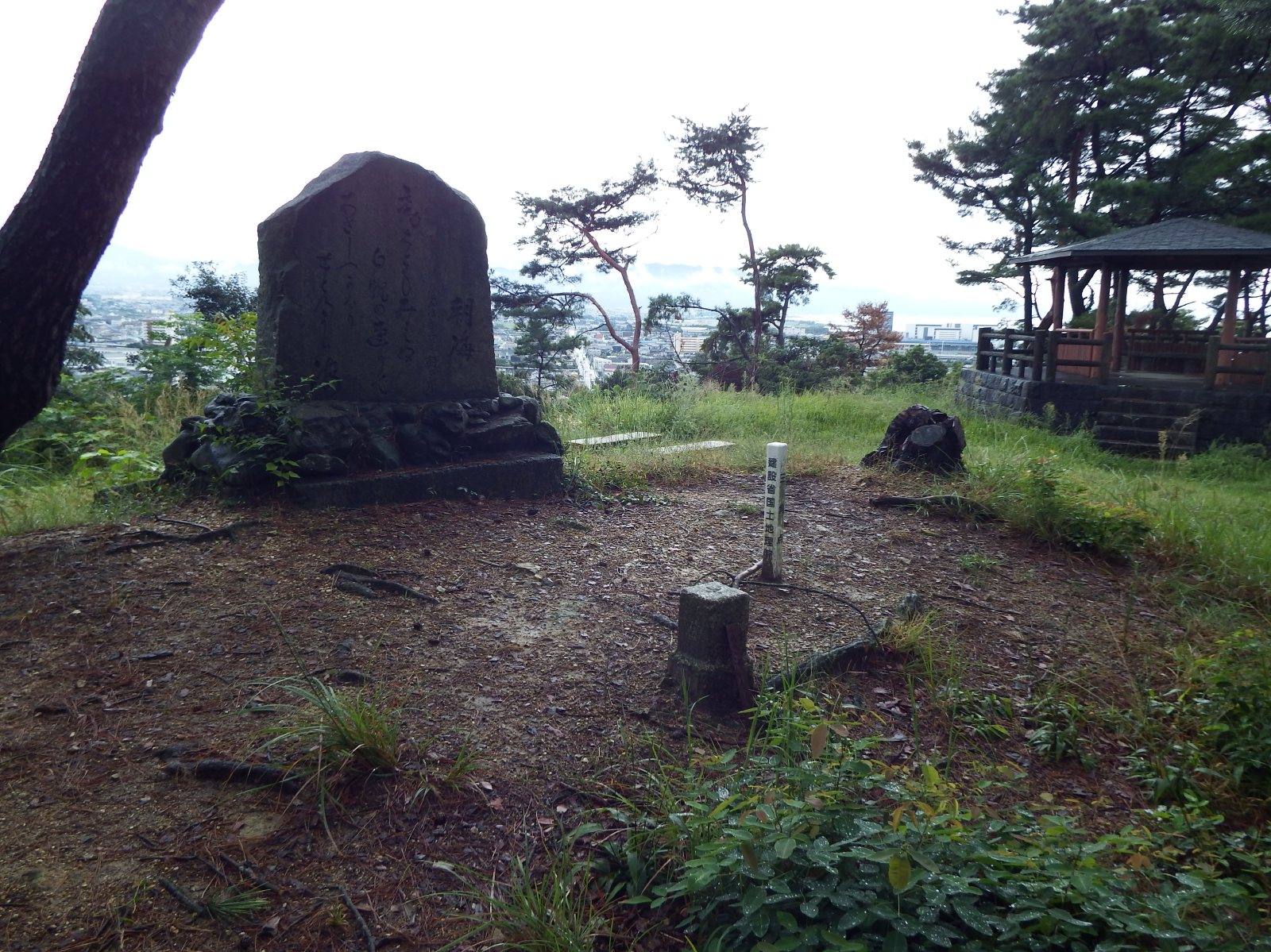
天狗山の三角点